# ザ・フー (モンゴルのバンド)
ザ・フー (The Hu, Хү хамтлаг) は、2016年に結成されたモンゴルのロックバンド。モリンホール（馬頭琴）やホーミーなどモンゴルの伝統音楽の楽器や技術を取り入れているのが特徴で、その音楽性から「匈奴ロック」と呼ばれ、バンドでも自称している。"Hu"は、モンゴル語で「人間」を意味する。

## 略歴
2018年秋、Youtube上に"Yuve Yuve Yu"と"Wolf Totem"の2曲が公開され、2019年10月までの約1年間で2500万回再生を記録した。2019年4月11日、"Wolf Totem"がビルボードのHard Rock Digital Song Salesで1位を記録した。モンゴルの音楽家・グループがビルボードのチャートで1位を取ったのはThe Huが初めてである。また"Yuve Yuve Yu"は同じチャートで7位をとり、"Wolf Totem"はデビュー時点でビルボードのHot Rock Songsチャートで22位であった。
2019年5月17日にモンゴル大統領ハルトマーギーン・バトトルガと面会し、国家振興の功績を賞された。
2019年6月6日、3rdシングルとなる"Shoog Shoog"のリリックビデオを公開した。2019年6月から7月にかけてヨーロッパの12か国23か所を巡るツアーを実施した。2019年8月23日には4thシングル"The Great Chinggis Khaan"のミュージックビデオを公開した。
2019年9月13日には1stアルバム"The Gereg"をリリースした。このタイトルは、チンギス・カン時代のモンゴル帝国で発行されていた通行証（ゲレゲ）の名である。"The Gereg"はイレブン・セブン・ミュージックにより国際配給された。2019年9月から12月にかけて、初めて北アメリカツアーを行った。10月4日にはFrom Ashes to Newのダニー・ケースがボーカルを担当した"Yuve Yuve Yu"の新バージョンが公開された。11月、楽曲の一つ"Black Thunder"がアクションゲーム『Star Wars ジェダイ:フォールン・オーダー』の楽曲に採用された。12月13日、パパ・ローチのリードボーカルジャコビー・シャディックスを迎えた"Wolf Totem"のリミックスを公開した。
2019年11月27日、モンゴル文化を世界に広めた功績により、モンゴル国の最高栄誉であるチンギス・カン勲章を授与された。
2020年7月10日に"The Gereg(Deluxe Version)"をリリースした。
2022年9月2日に2ndアルバム"Rumble of Thunder"をリリースした。

## メンバー

### 主要メンバー
- Ts. ガルバドラフ　「ガラー」(Ц. Галбадрах Галаа) – モリンホール、ホーミー (2016–)[17]
- G. ニャムジャンツァン　「ジャヤ」(Г. Нямжанцан) – 口琴、ツォール、ホーミー (2016–)
- B. エンフサイハン　「エンクシュ」(Б. Энхсайхан) – モリンホール、ホーミー (2016–)
- N. テムーレン　「テムカ」(Н. Тэмүүлэн) – トプショール、バッキングボーカル (2016–)

### ツアーメンバー
- ジャンバルドルジ・アユシュ　「ジャンバ」 – ギター、バッキングボーカル (2019–)
- Nyamdavaa "Davaa" Byambaa – ベース、バッキングボーカル (2020–)
- ウヌムンフ・マラルフー　「オノ」 – パーカッション、口琴、バッキングボーカル (2019–)
- オドバヤル・ガントゥムル　「オドコ」 – ドラム (2019–)

### 過去のツアーメンバー
- バトフー・バトバヤル – ベース、バッキングボーカル (2019–2020)

## ディスコグラフィ

### スタジオアルバム
| タイトル          | アルバム詳細 | チャート最高位 | チャート最高位 | チャート最高位 | チャート最高位 | チャート最高位 | チャート最高位 | チャート最高位 | チャート最高位 | チャート最高位 | チャート最高位 |
| タイトル          | アルバム詳細 | AUS            | AUT            | BEL (FL)       | CAN            | FIN            | FRA            | GER            | SWI            | UK             | US             |
| ----------------- | --- | -------------- | -------------- | -------------- | -------------- | -------------- | -------------- | -------------- | -------------- | -------------- | -------------- |
| The Gereg         | - 発売日: 2019年9月13日 - レーベル: イレブン・セブン・ミュージック - フォーマット: CD, digital download, streaming  | 11             | 25             | 38             | 73             | 32             | 99             | 24             | 14             | 21             | 103            |
| Rumble of Thunder | - 発売日: 2022年9月2日 - レーベル: ベター・ノイズ・ミュージック - フォーマット: CD, LP, digital download, streaming | —              | —              | —              | —              | —              | —              | —              | —              | —              | —              |

### シングル
| タイトル                                                      | 発売年 | チャート最高位 | チャート最高位 | チャート最高位 | チャート最高位 | アルバム          |
| タイトル                                                      | 発売年 | US Main.       | US Rock        | US Rock Dig.   | US World       | アルバム          |
| ------------------------------------------------------------- | ------ | -------------- | -------------- | -------------- | -------------- | ----------------- |
| "Yuve Yuve Yu" (ソロおよびフロム・アッシュズ・トゥ・ニューと) | 2018年 | 4              | 35             | 7              | 2              | The Gereg         |
| "Wolf Totem" (ソロおよびジャコビー・シャディックスと)         | 2018年 | 5              | 22             | 1              | 1              | The Gereg         |
| "Shoog Shoog"                                                 | 2019年 | —              | —              | —              | 24             | The Gereg         |
| "The Great Chinggis Khaan"                                    | 2019年 | —              | —              | —              | —              | The Gereg         |
| "Song of Women" (ソロおよびリジー・ヘイルと)                  | 2020年 | —              | —              | —              | 4              | The Gereg         |
| "Sad but True"                                                | 2020年 | —              | —              | —              | 3              | —                 |
| "This Is Mongol"                                              | 2022年 | —              | —              | —              | 9              | Rumble of Thunder |
| "Black Thunder"                                               | 2022年 | —              | —              | —              | 14             | Rumble of Thunder |